# A Mensageira (revista literária)
A Mensageira foi um periódico literário veiculado no Brasil no fim do século XIX. Foi lançado em 15 de outubro de 1897, na cidade de São Paulo, e circulou até 15 de janeiro de 1900, sob direção da escritora Presciliana Duarte de Almeida. Tinha como público-alvo as mulheres, justificando-se o seu subtítulo: "revista literária dedicada à mulher brasileira".

## Periodicidade
Com um total de 36 números, a periodicidade, de 15 de outubro de 1897 a 30 de setembro de 1898, era quinzenal, passando para mensal de fevereiro de 1899 a janeiro de 1900.

## Conteúdos
Ao contrário de muitos periódicos femininos, não era focada em veicular questões de culinária ou puericultura, mas artigos voltados à emancipação da mulher, marcando-se, efetivamente, como feminista.
O conteúdo pode ser separado em ficção, contando com literatura, e não ficção, a partir de crônicas, ensaios, resenhas críticas, necrológios, notícias e textos culturais.

## Colaboradores e colaboradoras
Contava com a colaboração de escritores e escritoras. Congregou 33 autoras, dentre elas, Júlia Lopes de Almeida, Revocata Heloísa de Mello, Julieta de Mello Monteiro, Áurea Pires, Maria Clara da Cunha Santos, Adelina Lopes Vieira, Inês Sabino. Embora não fossem colaboradoras efetivas, encontram-se também, em suas páginas, textos das portuguesas Guiomar Torresão e Maria Amália Vaz de Carvalho.

## Circulação
A Mensageira circulou por vários estados do Brasil e, também, internacionalmente, como na França e no Chile.